# 용담초등학교 현양원분교
용담초등학교 현양원분교(龍潭初等學校 顯陽院分校)는 대한민국 충청북도 청주시에 있는 공립 초등학교이다. 아동복지시설인 현양원 내에 위치해 있다.

## 연혁
- 1983년 : 갈산국민학교 현양원분교 개교
- 1990년 : 용담국민학교 현양원분교로 변경